# Microregione di Pires do Rio
Pires do Rio è una microregione dello Stato del Goiás in Brasile, appartenente alla mesoregione di Sul Goiano.

## Comuni
Comprende 10 municipi:
- Cristianópolis
- Gameleira de Goiás
- Orizona
- Palmelo
- Pires do Rio
- Santa Cruz de Goiás
- São Miguel do Passa Quatro
- Silvânia
- Urutaí
- Vianópolis